# Wasserturm Machtolsheim

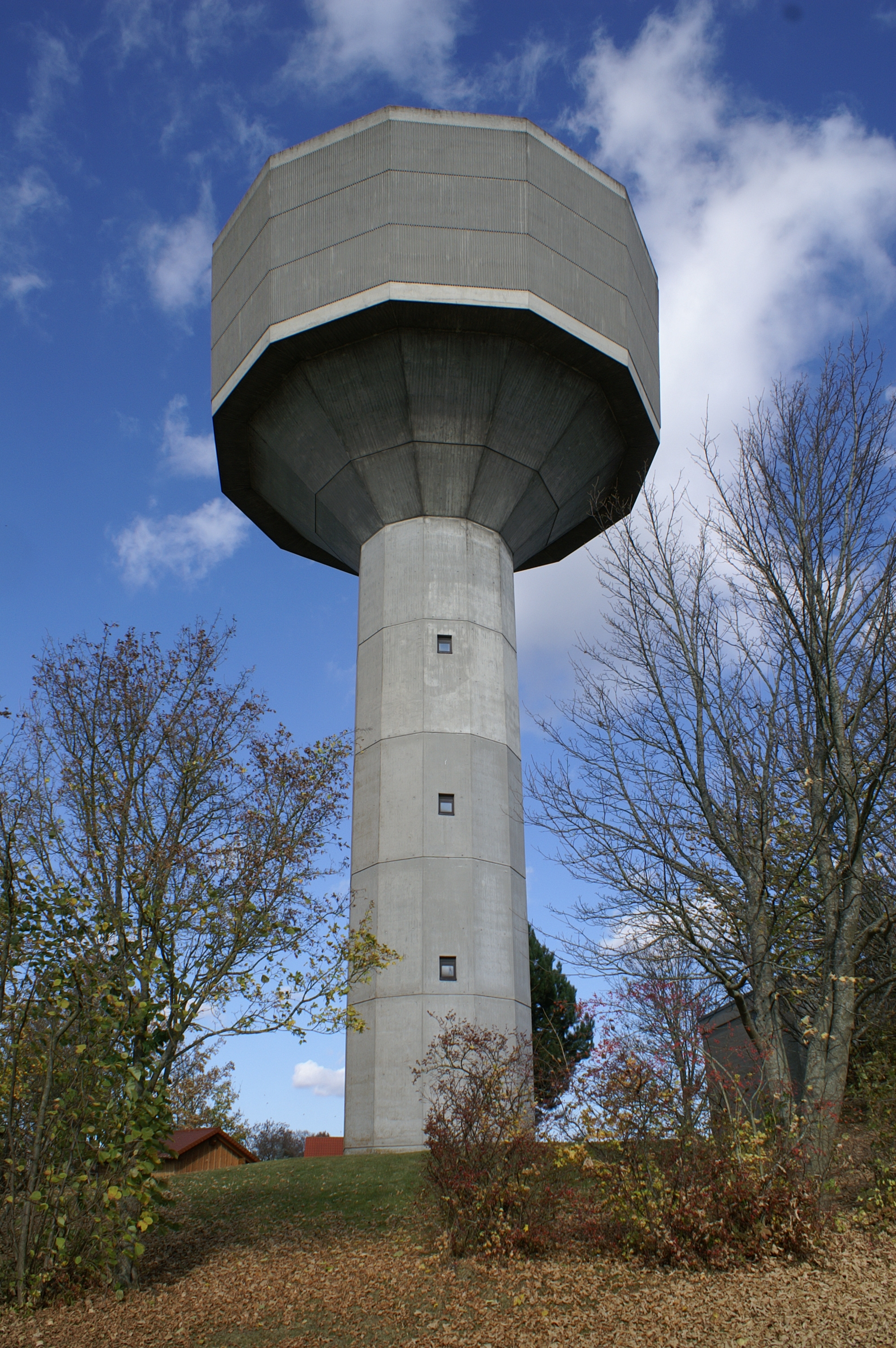
Der Wasserturm in Machtolsheim

Der Wasserturm in Machtolsheim wurde in den Jahren 1976 bis 1978 erbaut. Der zweikammerige Turm der Albwasserversorgungsgruppe II mit Sitz in Laichingen fasst 800 Kubikmeter Wasser und versorgt Machtolsheim, Merklingen und Nellingen.
Der Turm befindet sich 745 Meter ü. NN und ist 37,70 Meter hoch. Von seiner Aussichtsplattform hat man einen weiten Blick über die Albhochfläche.

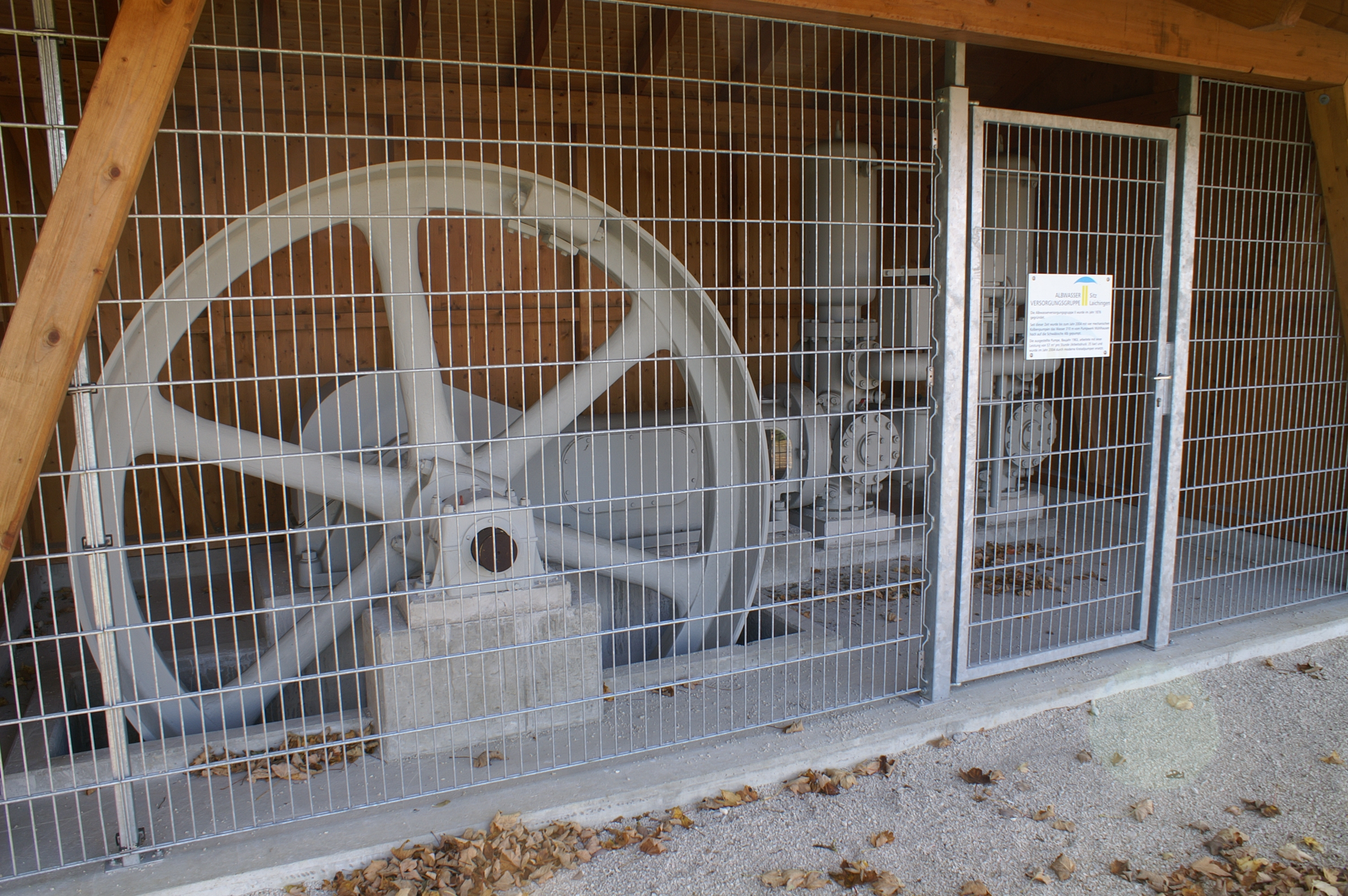
Die historische Kolbenpumpe ist neben dem Wasserturm ausgestellt.

Die Albwasserversorgungsgruppe II wurde 100 Jahre vor dem Baubeginn des Machtolsheimer Wasserturms gegründet. Seit dem Jahr 1876 wird das Wasser vom Pumpwerk Mühlhausen im Filstal 310 Meter auf die Albhochfläche gepumpt. Dies geschah bis vor wenigen Jahren mit vier mechanischen Kolbenpumpen. Diese Pumpen wurden von zwei Francis-Spiralturbinen über eine Riemen-Transmission angetrieben. 2004 wurde die Förderanlage auf Hochdruckkreiselpumpen mit Elektroantrieb umgerüstet. Unmittelbar neben dem Wasserturm in Machtolsheim ist eine der ausgedienten Kolbenpumpen, Baujahr 1963, ausgestellt.